# Vilanovense Futebol Clube
El Vilanovense Futebol Clube és un club de futbol portuguès amb seu a Vila Nova de Gaia, districte de Porto. La seva equipació tradicional consisteix en un jersei a ratlles negres i vermelles, pantalons curts negres i mitjons negres. Equip històric de l'Porto FA, va extingir el seu equip sènior de futbol per deute econòmic. L'any 2010 es va crear un nou equip, el Vila FC per continuar amb les tradicions del club.
A la divisió nacional superior, una de les participacions va ser la Terceira Divisão que va ser a la temporada 1993–94 (13a, 34 pts) i de nou a la temporada 1994–95.

## Palmarès
- Campeão Distrital de Segona Divisió de l'AF Porto :

- 1942/43, 1953/54

- Campeão Distrital da Primeira Divisão da AF Porto i Campeão Distrital da Divisão de Honra da AF Porto :

- 1964/65, 1970/71, 1987/88, 1992/93

- Taça de Honra do Porto: 1[1]

- 1967–68